# عیتیت
عیتیت یک منطقهٔ مسکونی در لبنان است.

## خصوصیات
عیتیت ۱۲٬۰۰۰ نفر جمعیت دارد.